# Eusebio Ventura Beleña
Eusebio Ventura Beleña (Imón,  Guadalajara, España, 1736 - Celaya, 14 de abril de 1794) fue un jurista, oidor de las reales audiencias de Guatemala y México, regente de la de Guadalajara (México) y autor de importantes compilaciones comentadas de textos jurídicos. Su segundo nombre aparece también mencionado como "Bentura". 

## Origen y carrera profesional
Fue hijo de Agustín Beleña y Costa, secretario del rey, y de Francisca Álvarez Sanjurjo. 

Estudió en la Universidad de Sigüenza (1746) y luego en la Universidad de Alcalá de Henares, donde obtuvo el título de bachiller en cánones en 1751 y la licenciatura y el doctorado en 1756. Estuvo entre 1751 y  1755 en la Academia de San José, en Alcalá. Se ordenó como clérigo en 1750. 
En 1760 pasó a la Nueva España con el nuevo obispo de Puebla, Francisco Fabián y Fuero, quien lo nombró juez de Testamentos, Capellanías y Obras Pías en 1765. En 1767 decidió no continuar en el estado eclesiástico, con licencia de su obispo.

El visitador José de Gálvez lo nombró subdelegado en Guadalajara de su visita, en cuyo cargo participó en la expulsión de los jesuitas, en 1767. Al año siguiente fue enviado, también como subdelegado de la visita, a Sonora y Sinaloa, donde se encargó de comprar oro por cuenta de la Real Hacienda, establecer los estancos del tabaco, estanco de la pólvora y estanco de naipes, así como de apoyar la expedición de Gálvez a California. No logró sofocar una rebelión de los indios fuerteños, aunque contó con el apoyo del capitán Matías de Armona.

En 1769 fue nombrado intendente de Real Hacienda,  pero no llegó a ocupar ese puesto porque fue acusado de haber difundido la noticia del episodio de demencia del visitador. Destituido,  regresó a España en 1770.

En 1773 el virrey Bucareli intervino a su favor y fue designado oidor de la  Real Audiencia de Guatemala. En ese desempeño dispuso la construcción de la oficina de la renta del Tabaco, el hospital de San Juan de Dios y varios edificios religiosos.  En 1784 fue promovido a oidor de la Real Audiencia de México, puesto del que tomó posesión el siguiente año; fue además protector y juez del santuario de Nuestra Señora de Guadalupe. Entre noviembre de 1786 y mayo de 1787, como oidor decano, estuvo a cargo del gobierno por haber fallecido el virrey Bernardo de Gálvez. En 1792 fue designado regente de la Real Audiencia de Guadalajara (México); ocupó este puesto hasta el 21 de marzo de 1793. Falleció en Celaya, el 14 de abril de 1794.

## Obra
Beleña fue compilador y editor de la Recopilación sumaria de todos los Autos Acordados de la Real Audiencia y Sala del Crimen de esta Nueva España  (Zúñiga y Ontiveros, 1787), una importante obra de referencia que complementaba la Recopilación de leyes de los reynos de las Indias, para lo cual actualizó y puso al día las compilaciones precedentes de Vasco de Puga y Juan Francisco Montemayor y Cuenca.

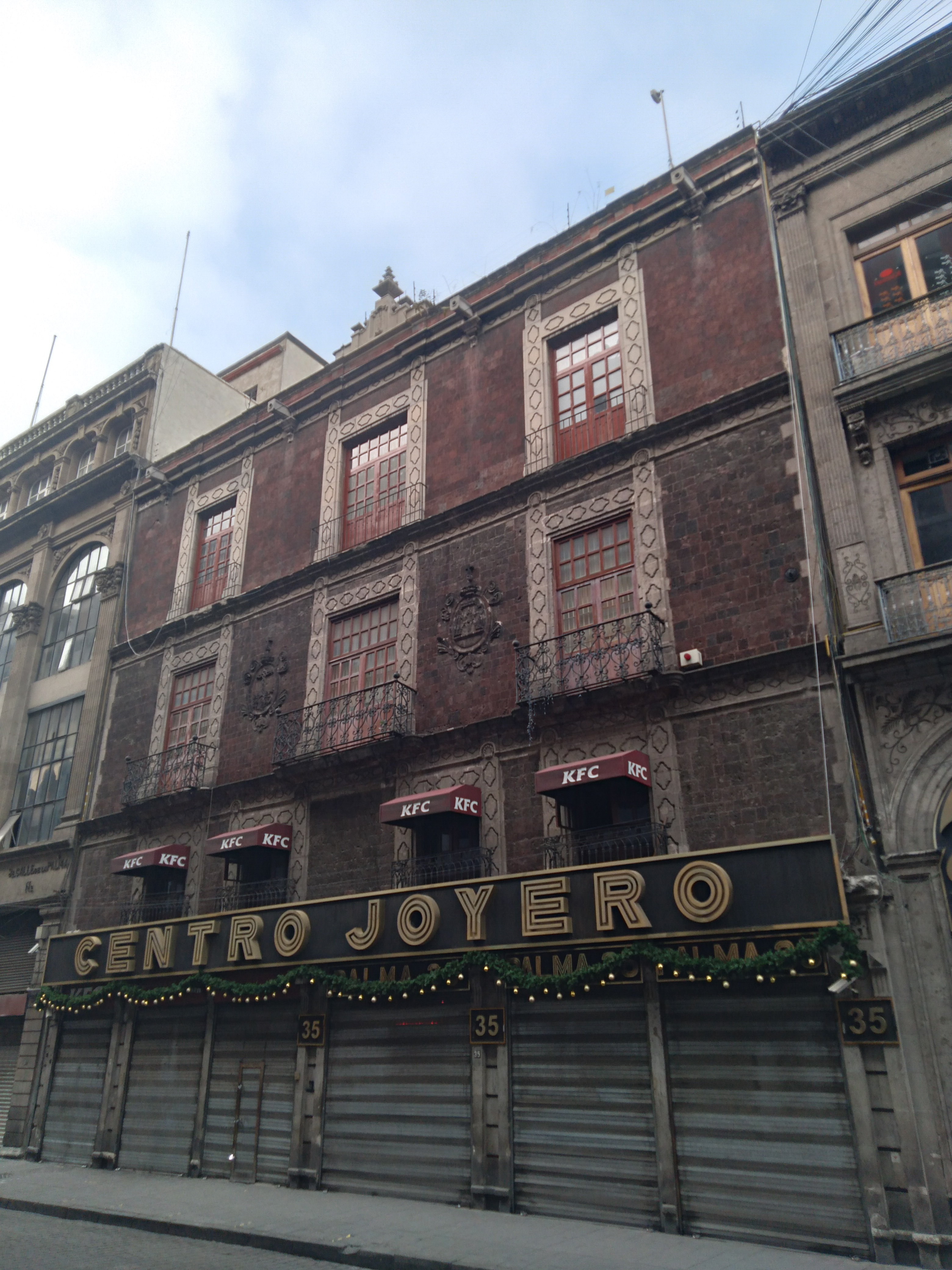
Casa del Dr. Eusebio Ventura Beleña en la calle de Palma 35, en el centro histórico de la Ciudad de México.

Asimismo completó y editó Elucidationes ad quatuor libros institutionum imperatoris justiniani a DD Jacobo Magro (México, 1787; Madrid, 1792), que este autor había dejado inconclusa; es conocida como Instituta Civiles Hispano Indiana o, abreviadamente, como Instituta.

Dejó también dos manuscritos inéditos, el "Dictamen para el arreglo del decadente estado de los fundos del importante cuerpo de la Minería de la Nueva España" (1789) y el "Discurso político sobre el comercio actual de México, y sobre las utilidades y ventajas del comercio libre" (1791).